# Tim Burroughs
Thimothy Burroughs (nacido el 14 de octubre de 1969 (55 años) en Hopkins, Carolina del Sur)  es un exjugador de baloncesto estadounidense.

## Equipos
- High School. Lower Richland (Hopkins, South Carolina).
- 1988-89  Independence Junior College.
- 1989-90  Delgado Community College.
- 1990-92 Universidad de Jacksonville.
- 1992-93 Breogán Lugo.
- 1993 Jacksonville Hooters. USBL.
- 1993-94 Pulitalia Vicenza.
- 1993-94 Efes Pilsen.
- 1994-95 AEK Atenas BC.
- 1994-95  Panapesca Montecatin.
- 1995 Jacksonville Hooters. USBL.
- 1995-96  Tuborg SC Izmir.
- 1995-96 CB Zaragoza.
- 1996 Jacksonville Barracudas. USBL.
- 1996-97 Montecatini S.C.
- 1996-97 Baloncesto Fuenlabrada.
- 1997-98 Orka Sport Kavadarci.
- 1998-99 Bayer Leverkusen.
- 1997-98 Lig Orka Sport Kavadarci.
- 1998-99 Tampa Bay Windjammers

## Palmarés
- 1993-94 Liga de Turquía. Efes Pilsen. Campeón.
- 1993-94 Copa de Turquía. Efes Pilsen. Campeón.